# 比拉瓦尔·布托·扎尔达里
比拉瓦尔·布托·扎尔达里（乌尔都语：بلاول بھٹو زرداری，英語：Bilawal Bhutto Zardari，1988年9月21日—），巴基斯坦人，前巴基斯坦总理佐勒菲卡尔·阿里·布托之外孫，巴基斯坦前总理贝娜齐尔·布托與阿西夫·阿里·扎尔达里之獨子，1999年隨母親贝娜齐尔·布托與其兩個妹妹流亡海外，于英国牛津大学攻讀歷史系。2007年12月27日在贝娜齐尔·布托遇刺身亡後，於12月30日，比拉瓦尔被任命为巴基斯坦人民党主席。
「比拉瓦尔」這個名字的意思是「獨一無二」。

## 外部連結
- 巴基斯坦政局／繼承母志 布托之子接黨魁 （页面存档备份，存于）

| 前任： 贝娜齐尔·布托 | 巴基斯坦人民党主席 2007年至今 | 繼任： 现任 |